# Иваново (Шиковская волость)
Иваново — деревня в Шиковской волости Островского района Псковской области.
Расположена в 52 км к востоку от города Острова и в 6 км к северо-востоку от волостного центра, деревни Шики. Северо-восточнее находится деревня Спиры.
Численность населения деревни по состоянию на 2000 год составляла 3 человека.